# Sonderklasse (Bootsklasse)

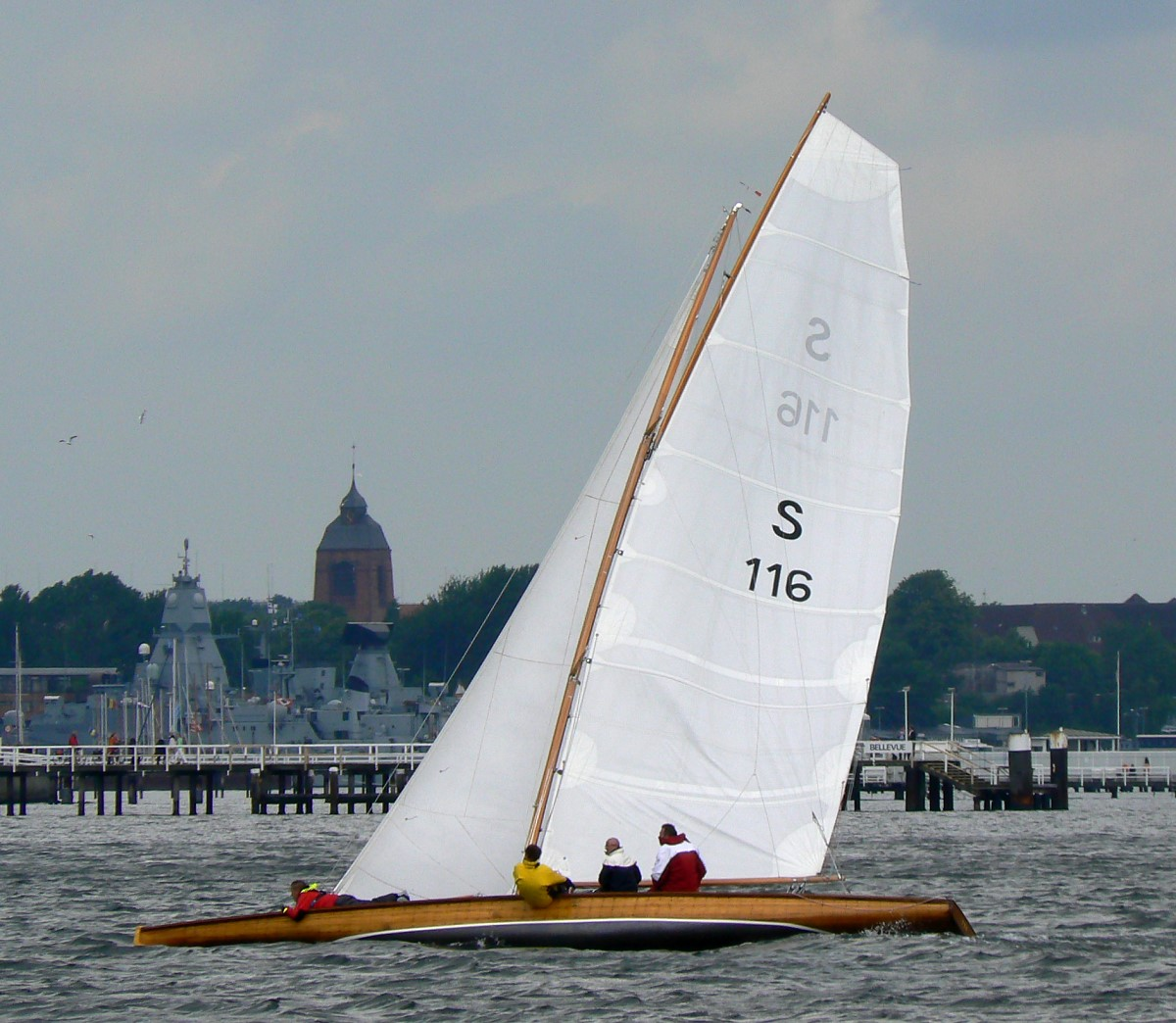
Yacht der Sonderklasse

Die Sonderklasse wurde beim Kaiserfrühstück des Lübecker Yacht-Clubs 1898 mit dem Norddeutschen Regatta Verein und dem Kieler Yacht-Club „verabredet“ und bereits 1900 zum ersten Mal in das Programm der Kieler Woche aufgenommen. Damit war der Grundstein für den deutschen Yachtsport gelegt. Es war die erste Rennklasse überhaupt, die als internationale Klasse anerkannt und in verschiedenen Ländern nach einheitlicher Formel gebaut und gesegelt wurde.

## Bauvorschriften und Klassenregeln
Der Vorsitzende des Deutschen Segler-Verbands Adolf Burmester und Schiffbauingenieur Carl Busley erarbeiteten im Jahre 1898 auf Wunsch des segelbegeisterten Kaiser Wilhelm II., die Formel für die Sonderklasseyacht. Als Vorbild für diese Klasse diente ihnen die englische 19-Fuß-Klasse.

### Die Formel
WL + B + T = max. 9,75 m
- WL = Wasserlinienlänge
- B = größte Breite
- T = größter Tiefgang

### Die Bauvorschrift
Die Bauvorschriften für diese Yachten setzten Limits beim Baupreis (zunächst max. 5100 M, im Jahr 1912 5600 M, ab 1913 durften 6100 M nicht überschritten werden), der Segelfläche (max. 51 m²), Verdrängung (min. 1830 kg), Plankendicke (min. 16 mm) Sitzraumlänge (max. 2,50 m) und Besatzung (3 Mann).
Die Sonderklasse zähle weltweit zur ersten Konstruktionsklasse.
Bereits im Sommer 1900, starten 15 Neubauten der Sonderklasseyachten zum Kampf um den vom Kaiser für die Klasse gestifteten Pokal. Bald schon segelten die Yachten auch in Belgien, Dänemark, Frankreich, Spanien und Deutschland gegeneinander.

### Die Klassenregeln
Ursprünglich durfte die Mannschaft nur aus drei "Herrenseglern" desjenigen Landes bestehen, in dem die Yacht gebaut wurde. Die Herren durften ihren Lebensunterhalt nicht durch "ihrer Hände Arbeit" verdienen, bezahlte Leute waren verboten. Ebenso waren Damen zu der Zeit bei offiziellen Regatten, nicht nur in der Sonderklasse, nicht zugelassen. Der Kieler Yacht-Club und der Eastern Yacht Club of Marblehead vereinbarten bereits 1906 deutsch-amerikanische Regatten der Sonderklasse vor der Ostküste der USA um den Roosevelt-Pokal. Bei den Segelwettbewerben der Olympischen Sommerspiele dominierten jedoch bis zum Ersten Weltkrieg dennoch die Yachten der Meter-Klassen.
Es gibt in Deutschland und Österreich nur noch wenige dieser Yachten. Besonders am Attersee und Wolfgangsee (Österreich) werden mit diesen Booten noch immer regelmäßig Regatten gefahren.

## Regatta und Wettfahrten
Mit der Sonderklasse werden noch immer aktiv Klassenregatten gesegelt.
Auch auf diversen Oldtimer- oder Yardstick-Regatten kann man diese schönen und eleganten Yachten bewundern.
- Chiavenna Pokal – Österreich, Attersee (UYCAs)
- Lilly Preis – Österreich, Attersee (UYCAs)
- Halunk-Pokal – Österreich, Attersee (UYCAs)
- Frühlingsregatta – Schweiz, Zürichsee
- Cima Pokal – Österreich, Wolfgangsee (UYCWg)

## Bekannte Sonderklassen
| S 2  | Panther   | 1905 | Attersee            |
| S 11 | Angela IV | 1905 | Bodensee            |
| S 20 | Maharani  | 1910 | Chiemsee            |
| S 31 | Chiavenna | 1910 | Wolfgangsee         |
| S 39 | Hecht     | 1911 | Attersee            |
| S 41 | Jugend II | 1911 | Attersee            |
| S 43 | Wolkuse   | 1908 | WYC Friedrichshafen |
| S 56 | Vidi II   | 1902 | Attersee            |
| S 59 | Moby Dick | 1912 | Attersee            |
| S 66 | Tilly XV  | 1912 | Bayern              |
| S 67 | Lilly     | 1911 | Attersee            |

| S 68  | Marion III | 1912 | Attersee    |
| S 69  | Hedy       | 1912 | Attersee    |
| S 72  | Hagen      | 1913 | Attersee    |
| S 74  | Tilly XVII | 1913 | Attersee    |
| S 77  | Tigra      | 1903 | Berlin      |
| S 85  | Yavena     | 1920 | Attersee    |
| S 116 | Pia        | 1922 | Attersee    |
| S 118 | Cima       | 1910 | Wolfgangsee |
| S 125 | Bibelot II | 1992 | Attersee    |
| S 126 | Fima       | 1994 | Attersee    |
| S 127 | Rosenwind  | 1996 | Attersee    |